# 卢瓦尔河畔舒泽
卢瓦尔河畔舒泽（法語：Chouzé-sur-Loire，法語發音：[ʃuze syʁ lwaʁ] ⓘ）是法国安德尔-卢瓦尔省的一个市镇，位于该省西部，卢瓦尔河右岸，和曼恩-卢瓦尔省接壤，属于希农区。

## 地理
卢瓦尔河畔舒泽（47°14'11"N, 0°7'37"E）面积28.04 平方千米，位于法国中央-卢瓦尔河谷大区安德尔-卢瓦尔省，该省份为法国中西部省份，北起萨尔特省、东北接卢瓦-谢尔省，东南接安德尔省，南至维埃纳省，西临曼恩-卢瓦尔省。
与卢瓦尔河畔舒泽接壤的市镇（或旧市镇、城区）包括：布兰叙阿洛讷、蒙索罗、卢瓦尔河畔瓦雷讷、阿瓦讷、卢瓦尔河畔拉沙佩勒、圣尼古拉-德布尔格伊、韦龙地区萨维尼。

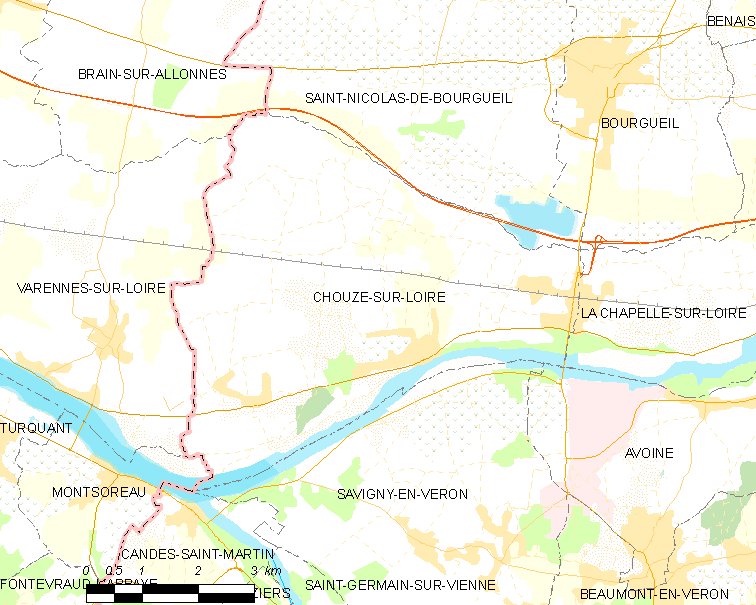
卢瓦尔河畔舒泽的OSM定位图

卢瓦尔河畔舒泽的时区为UTC+01:00、UTC+02:00（夏令时）。

## 行政
卢瓦尔河畔舒泽的邮政编码为37140，INSEE市镇编码为37074。

## 政治
卢瓦尔河畔舒泽所属的省级选区为朗热县。

## 人口

1962-2008年间卢瓦尔河畔舒泽人口变化图示

卢瓦尔河畔舒泽于2022年1月1日时的人口数量为2150人。